# Jukki Hanada
Jukki Hanada (花田 十輝 Hanada Jukki?) es un guionista de anime japonés. Actualmente está afiliado a la compañía SATZ. Se ha desempeñado como escritor principal de series como Steins;Gate, Chūnibyō Demo Koi ga Shitai!, Kyōkai no Kanata, No Game No Life y Boku no Kokoro no Yabai Yatsu entre otras.
Hanada es egresado del colectivo de guionistas liderado por Takao Koyama, conocido como Brother Noppo. Su abuelo fue el ensayista y crítico literario Kiyoteru Hanada, quien también le dio su primer nombre.

## Biografía
Desde su infancia mostró un gran interés por el anime. Durante su época como estudiante universitario, decidió dedicarse a ser guionista de anime y comenzó a estudiar bajo la guía de Takao Koyama. El nombre Jukki (十輝?) fue elegido por su abuelo, Hanada Kiyoteru.
Durante sus años como estudiante en la Universidad Hosei, Hanada llevó una vida frugal y ahorró meticulosamente, consciente de que sería difícil ganarse la vida como guionista. Había visto a muchas personas que, al no poder subsistir como escritores de guiones, se vieron obligadas a cambiar de profesión y finalmente abandonar el campo. Este temor lo llevó a planificar sus ahorros de manera estratégica. Después de graduarse, no consiguió trabajo como guionista de inmediato y tuvo que recurrir a esos ahorros para subsistir. A pesar de las dificultades, Hanada considera que su situación actual, en la que puede vivir de su profesión, se debe en gran parte a "haber tenido suerte".
El primer trabajo de Hanada como guionista fue en el episodio 46 de Jankenman. Este fue el único proyecto cuyo argumento fue aceptado mientras aún estaba bajo la tutela de Takao Koyama.
En sus años como joven guionista, participó en la competencia de proyectos para la serie Yūsha (Brave), proponiendo numerosas ideas. Sin embargo, ninguna de ellas fue seleccionada. A principios de la década de 1990, ingresó en la oficina de Satoru Akahori, lo que marcó un punto de inflexión en su carrera. Allí aprendió mucho sobre la industria del entretenimiento. Durante ese tiempo, también trabajó en aspectos literarios de Sakura Taisen.
Hubo un período de varios años en los que Hanada apenas tuvo trabajo. Sin embargo, su participación en la composición de la serie Abenobashi Mahō☆Shōtengai marcó un punto de inflexión, ya que a partir de entonces comenzó a recibir más encargos relacionados con el anime. Aunque en algunos casos lo invitan a participar desde las etapas iniciales de un proyecto, a menudo se enfrenta a situaciones impredecibles, como la cancelación de un proyecto después de aceptarlo o el inicio simultáneo de múltiples propuestas en las que está involucrado. Esto le ha causado dificultades a la hora de ajustar su carga de trabajo y planificar su tiempo. Debido a las características del proceso de producción de anime, suele terminar de escribir los guiones mucho antes de que los episodios sean transmitidos. Por ello, al ver las emisiones a menudo se pregunta: "¿De qué trataba este episodio?". Sin embargo, al mirar la transmisión, los recuerdos vuelven con claridad, y puede identificar con precisión qué partes son originales y cuáles fueron añadidas o modificadas posteriormente.
En lo que respecta a la escritura de guiones, tiene una regla estricta: nunca utiliza copiar y pegar, incluso si tiene el guion original como referencia en formato digital. Justifica esta práctica explicando que, al escribir manualmente cada palabra, logra captar mejor el ritmo único de la obra (incluyendo el uso de signos de puntuación) y las sutilezas en los diálogos.
En 2015 y 2019, recibió el premio individual en la categoría de "Guion y Material Original" en los Tokyo Anime Awards.
En las series de anime, Takashi Aoshima suele participar como uno de los principales guionistas secundarios en los proyectos liderados por Hanada.
Hanada es un gran aficionado al béisbol profesional y apoya al equipo Hiroshima Toyo Carp. En su cuenta de Twitter, frecuentemente publica comentarios relacionados con el equipo. Siempre que tiene tiempo, asiste a los estadios, principalmente en la región de Kanto, para disfrutar de los partidos. Además, en los videojuegos de béisbol, le gusta crear personajes basados en los protagonistas de los animes en los que ha trabajado y jugar con ellos.

## Trabajos

### Series de televisión
| Año  | Anime                                                | Estudio                  | Funciones                                                            | Refs.                |
| ---- | ---------------------------------------------------- | ------------------------ | -------------------------------------------------------------------- | -------------------- |
| 1991 | Jankenman                                            | Desconocido              | Guionista (#46)                                                      | [ 2 ]                |
| 1992 | Yōyō no Neko Tsumami                                 | Visual 80 Telescreen     | Guionista (#24, 26, 32, 38, 47, 60-61, 63, 88, 102, 106, 117, 123)   | [ 6 ]                |
| 1993 | Tanoshii Willow Town                                 | E&G Films                | Guionista (#21)                                                      | [ 7 ]                |
| 1995 | Slayers                                              | E&G Films                | Guionista (#7, 15)                                                   | [ 8 ]                |
| 1996 | Slayers Next                                         | E&G Films                | Guionista (#6)                                                       | [ 9 ]                |
| 2002 | Chobits                                              | Madhouse                 | Guionista (#7, 9, 11, 15, 18, 21, 25)                                | [ 10 ]               |
| 2002 | Abenobashi Mahō☆Shōtengai                            | Madhouse                 | Guionista (#4-12)                                                    | [ 11 ]               |
| 2002 | Mahoromatic: Motto Utsukushii Mono                   | Gainax Shaft             | Composición de la serie Guionista (#2, 9, 11)                        | [ 12 ]               |
| 2002 | Puchi Pri*Yucie                                      | Gainax AIC               | Composición de la serie Guionista (#1-3, 6, 9-11, 14, 16, 20, 25-26) | [ 13 ]               |
| 2003 | Matantei Loki Ragnarok                               | Studio Deen              | Guionista (#3, 9, 11)                                                | [ 14 ]               |
| 2003 | Popotan                                              | Shaft                    | Composición de la serie Guionista (#1, 7, 12)                        | [ 15 ]               |
| 2004 | Burn Up Scramble                                     | AIC Spirits              | Guionista (#5, 7, 9, 12)                                             | [ 16 ]               |
| 2004 | Kita e.: Diamond Dust Drops                          | Studio Deen              | Guionista (#5-6)                                                     | [ 17 ]               |
| 2004 | Hanaukyō Maid-tai: La Verite                         | Daume                    | Guionista (#1-3, 6, 8-12)                                            | [ 18 ]               |
| 2004 | Kannazuki no Miko                                    | TNK                      | Guionista (#4, 6)                                                    | [ 19 ]               |
| 2004 | Rozen Maiden                                         | Nomad                    | Composición de la serie Guionista (#1-3, 7, 11-12)                   | [ 20 ]               |
| 2004 | Gakuen Alice                                         | Group TAC                | Guionista (#5, 7, 9, 12-13, 19-20, 26)                               | [ 21 ]               |
| 2005 | Aa! Megami-sama!                                     | AIC                      | Guionista (#4, 7, 10, 13, 17, 20, 26)                                | [ 22 ]               |
| 2005 | Elemental Gelade                                     | Xebec                    | Guionista (#17, 24)                                                  | [ 23 ]               |
| 2005 | Kore ga Watashi no Goshūjin-sama                     | Gainax Shaft             | Guionista (#3, 6)                                                    | [ 24 ]               |
| 2005 | D.C.S.S: Da Capo Second Season                       | Feel                     | Guionista (#3, 11, 15, 19, 22)                                       | [ 25 ]               |
| 2005 | Ichigo Mashimaro                                     | Daume                    | Guionista (#3-4, 7, 9, 11)                                           | [ 26 ]               |
| 2005 | Happy Seven: The TV Manga                            | Studio Hibari            | Guionista (#6)                                                       | [ 27 ]               |
| 2005 | Rozen Maiden: Träumend                               | Nomad                    | Composición de la serie Guionista (#1-2, 6-12)                       | [ 28 ]               |
| 2006 | Fate/stay night                                      | Studio Deen              | Guionista (#5, 7, 14, 18, 21)                                        | [ 29 ]               |
| 2006 | Kashimashi: Girl Meets Girl                          | Studio Hibari            | Composición de la serie Guionista (#1-6, 8, 10-13)                   | [ 30 ]               |
| 2006 | Aa! Megami-sama! Sorezore no Tsubasa                 | AIC                      | Guionista (#11, 13-14, 18, 22)                                       | [ 31 ]               |
| 2006 | Sasami: Mahō Shōjo Club 2                            | AIC Spirits              | Guionista (#6, 9-10)                                                 | [ 32 ]               |
| 2007 | iDOLM@STER Xenoglossia                               | Sunrise                  | Composición de la serie Guionista (#1-4, 7, 9, 13, 16, 19-20, 23-26) | [ 33 ]               |
| 2007 | Sola                                                 | Nomad                    | Composición de la serie Guionista (#1-2, 6-7, 10, 12-13)             | [ 34 ]               |
| 2007 | Code-E                                               | Studio Deen              | Guionista (#6, 10)                                                   | [ 35 ]               |
| 2008 | H2O: Footprints in the Sand                          | Zexcs                    | Composición de la serie Guionista (#1-2, 6, 9, 11-12)                | [ 36 ]               |
| 2008 | Special A                                            | Gonzo AIC                | Composición de la serie Guionista (#1, 10, 18, 23-24)                | [ 37 ]               |
| 2008 | Kyōran Kazoku Nikki                                  | Nomad                    | Guionista (#20)                                                      | [ 38 ]               |
| 2008 | Mission-E                                            | Studio Deen              | Guionista (#4)                                                       | [ 39 ]               |
| 2008 | Yozakura Quartet                                     | Nomad                    | Composición de la serie Guionista (#1-4, 8-12)                       | [ 40 ]               |
| 2008 | Shugo Chara!! Doki                                   | Satelight                | Guionista (#91, 97)                                                  | [ 41 ]               |
| 2009 | Sora o Kakeru Shōjo                                  | Sunrise                  | Composición de la serie Guionista (#1-4)                             | [ 42 ]               |
| 2009 | Kōkaku no Regios                                     | Zexcs                    | Guionista (#8-10, 18-19)                                             | [ 43 ]               |
| 2009 | K-On!                                                | Kyoto Animation          | Guionista (#4-5, 8, 12)                                              | [ 44 ]               |
| 2009 | Hanasakeru Seishōnen                                 | Pierrot                  | Guionista (#13, 16, 23, 26, 30, 35-36)                               | [ 45 ]               |
| 2009 | Beyblade: Metal Fusion                               | Tatsunoko Production     | Guionista (#8, 14)                                                   | [ 46 ]               |
| 2009 | Tatakau Shisho: The Book of Bantorra                 | David Production         | Guionista (#4, 7, 12, 14, 16, 22)                                    | [ 47 ]               |
| 2009 | Seitokai no Ichizon                                  | Studio Deen              | Composición de la serie Guionista (#1-12)                            | [ 48 ]               |
| 2010 | K-On!!                                               | Kyoto Animation          | Guionista (#2, 5, 10, 14, 18, 22, 26)                                | [ 49 ]               |
| 2010 | Kuragehime                                           | Brain's Base             | Composición de la serie Guionista (#1-2, 5, 10-11)                   | [ 50 ]               |
| 2011 | Level E                                              | Pierrot David Production | Composición de la serie Guionista (#1-4, 12-13)                      | [ 51 ]               |
| 2011 | Nichijō                                              | Kyoto Animation          | Composición de la serie Guionista (#1-5, 11, 14, 16, 20, 24-25)      | [ 52 ]               |
| 2011 | Steins;Gate                                          | White Fox                | Composición de la serie Guionista (#1-5, 9, 11-14, 21-25)            | [ 53 ]               |
| 2011 | Natsume Yūjinchō San                                 | Brain's Base             | Guionista (#3, 6-7)                                                  | [ 54 ]               |
| 2011 | Kimi to Boku.                                        | J.C.Staff                | Guionista (#5, 7, 10)                                                | [ 55 ]               |
| 2012 | Natsume Yūjinchō Shi                                 | Brain's Base             | Guionista (#1-2, 6-7)                                                | [ 56 ]               |
| 2012 | Kimi to Boku. 2                                      | J.C.Staff                | Guionista (#3, 5, 10)                                                | [ 57 ]               |
| 2012 | Accel World                                          | Sunrise                  | Guionista (#6-7, 13, 20)                                             | [ 58 ]               |
| 2012 | Campione! Matsurowanu Kamigami to Kamigoroshi no Maō | Diomedéa                 | Composición de la serie Guionista (#1-4, 13)                         | [ 59 ]               |
| 2012 | Chūnibyō Demo Koi ga Shitai!                         | Kyoto Animation          | Composición de la serie Guionista (#1-13)                            | [ 60 ]               |
| 2012 | Sakura-sō no Pet na Kanojo                           | J.C.Staff                | Guionista (#8, 14)                                                   | [ 61 ]               |
| 2012 | Robotics;Notes                                       | Production I.G           | Composición de la serie Guionista (#1-5, 10-11, 18-22)               | [ 62 ]               |
| 2013 | Love Live! School Idol Project                       | Sunrise                  | Composición de la serie Guionista (#1-13)                            | [ 63 ]               |
| 2013 | Tamako Market                                        | Kyoto Animation          | Guionista (#4-5)                                                     | [ 64 ]               |
| 2013 | To Aru Kagaku no Railgun S                           | J.C.Staff                | Guionista (#8, 12, 14)                                               | [ 65 ]               |
| 2013 | Kyōkai no Kanata                                     | Kyoto Animation          | Composición de la serie Guionista (#1-12)                            | [ 66 ]               |
| 2013 | Strike the Blood                                     | Silver Link Connect      | Guionista (#5-8)                                                     | [ 67 ]               |
| 2013 | Magi: The Kingdom of Magic                           | A-1 Pictures             | Guionista (#6)                                                       | [ 68 ]               |
| 2014 | Chūnibyō Demo Koi ga Shitai! Ren                     | Kyoto Animation          | Composición de la serie Guionista (#1-12)                            | [ 69 ]               |
| 2014 | Love Live! School Idol Project 2nd Season            | Sunrise                  | Composición de la serie Guionista (#1-13)                            | [ 70 ]               |
| 2014 | No Game No Life                                      | Madhouse                 | Composición de la serie Guionista (#1-4, 9, 12)                      | [ 71 ]               |
| 2014 | Nanatsu no Taizai                                    | A-1 Pictures             | Guionista (#3, 6, 9, 16, 19, 23)                                     | [ 72 ]               |
| 2015 | Kantai Collection: KanColle                          | Diomedéa                 | Composición de la serie Guionista (#1-2, 5, 8-10, 12)                | [ 73 ]               |
| 2015 | Hibike! Euphonium                                    | Kyoto Animation          | Composición de la serie Guionista (#1-14)                            | [ 74 ]               |
| 2015 | Wakaba*Girl                                          | Nexus                    | Composición de la serie Guionista (#1-13)                            | [ 75 ]               |
| 2016 | Love Live! Sunshine!!                                | Sunrise                  | Composición de la serie Guionista (#1-13)                            | [ 76 ]               |
| 2016 | Hibike! Euphonium 2                                  | Kyoto Animation          | Composición de la serie Guionista (#1-13)                            | [ 77 ]               |
| 2017 | Love Live! Sunshine!! 2nd Season                     | Sunrise                  | Composición de la serie Guionista (#1-13)                            | [ 78 ]               |
| 2018 | Sora Yorimo Tōi Basho                                | Madhouse                 | Composición de la serie Guionista (#1-13)                            | [ 79 ]               |
| 2018 | Comic Girls                                          | Nexus                    | Guionista (#5, 7)                                                    | [ 80 ]               |
| 2018 | Steins;Gate 0                                        | Madhouse                 | Composición de la serie Guionista (#1-5, 8-11, 14, 16-19, 21-23)     | [ 81 ]               |
| 2018 | Yagate Kimi ni Naru                                  | Troyca                   | Composición de la serie Guionista (#1-13)                            | [ 82 ]               |
| 2019 | Hitori Bocchi no Marumaru Seikatsu                   | C2C                      | Composición de la serie Guionista (#1-12)                            | [ 83 ]               |
| 2019 | Granbelm                                             | Nexus                    | Composición de la serie Guionista (#1-13)                            | [ 84 ]               |
| 2021 | Love Live! Superstar!!                               | Sunrise                  | Composición de la serie Guionista (#1-12)                            | [ 85 ]               |
| 2022 | Love Live! Superstar!! 2nd Season                    | Sunrise                  | Composición de la serie Guionista (#1-12)                            | [ 86 ]               |
| 2023 | Boku no Kokoro no Yabai Yatsu                        | Shin-Ei Animation        | Composición de la serie Guionista (#1-12)                            | [ 87 ]               |
| 2024 | Boku no Kokoro no Yabai Yatsu Season 2               | Shin-Ei Animation        | Composición de la serie Guionista (#1-13)                            | [ 88 ]               |
| 2024 | Sengoku Yōko: Yonaoshi Kyōdai-hen                    | White Fox                | Composición de la serie Guionista (#1-13)                            | [ 89 ] [ 90 ]        |
| 2024 | Girls Band Cry                                       | Toei Animation           | Composición de la serie Guionista (#1-12)                            | [ 91 ]               |
| 2024 | Hibike! Euphonium 3                                  | Kyoto Animation          | Composición de la serie Guionista (#1-12)                            | [ 92 ]               |
| 2024 | Tensui no Sakuna Hime                                | P.A. Works               | Composición de la serie Guionista (#1-13)                            | [ 93 ] [ 94 ]        |
| 2024 | Atri: My Dear Moments                                | Troyca                   | Composición de la serie Guionista (#1-13)                            | [ 95 ] [ 96 ] [ 97 ] |
| 2024 | Sengoku Yōko: Senma Konton-hen                       | White Fox                | Composición de la serie Guionista (#14-35)                           | [ 98 ] [ 99 ]        |
| 2024 | Love Live! Superstar!! 3rd Season                    | Sunrise                  | Composición de la serie Guionista (#1-12)                            | [ 100 ] [ 101 ]      |
| 2025 | Medalist                                             | ENGI                     | Composición de la serie Guionista (#1-13)                            | [ 102 ]              |
| 2025 | Food Court de, Mata Ashita.                          | Atelier Pontdarc         | Composición de la serie                                              | [ 103 ]              |
| 2025 | Gnosia                                               | Domerica                 | Composición de la serie                                              | [ 104 ]              |
| 2026 | Medalist 2nd Season                                  | ENGI                     | Composición de la serie                                              | [ 105 ]              |
| TBA  | Kimi ga Shinu made Koi wo Shitai                     | ROLL2                    | Composición de la serie                                              | [ 106 ]              |

### Películas
| Año  | Anime                                                         | Estudio           | Funciones | Refs.           |
| ---- | ------------------------------------------------------------- | ----------------- | --------- | --------------- |
| 2013 | Steins;Gate: Fuka Ryōiki no Déjà vu                           | White Fox         | Guionista | [ 107 ]         |
| 2013 | Takanashi Rikka Kai: Chūnibyō Demo Koi ga Shitai! Movie       | Kyoto Animation   | Guionista | [ 108 ]         |
| 2015 | Kyōkai no Kanata Movie 1: I'll Be Here - Kako-hen             | Kyoto Animation   | Guionista | [ 109 ]         |
| 2015 | Kyōkai no Kanata Movie 2: I'll Be Here - Mirai-hen            | Kyoto Animation   | Guionista | [ 110 ]         |
| 2015 | Love Live! The School Idol Movie                              | Sunrise           | Guionista | [ 111 ]         |
| 2016 | Hibike! Euphonium Movie 1: Kitauji Kōkō Suisōgaku-bu e Yōkoso | Kyoto Animation   | Guionista | [ 112 ]         |
| 2016 | KanColle Movie                                                | Diomedéa          | Guionista | [ 113 ]         |
| 2017 | No Game No Life: Zero                                         | Madhouse          | Guionista | [ 114 ]         |
| 2017 | Hibike! Euphonium Movie 2: Todoketai Melody                   | Kyoto Animation   | Guionista | [ 115 ]         |
| 2018 | Chūnibyō Demo Koi ga Shitai! Movie: Take On Me                | Kyoto Animation   | Guionista | [ 116 ]         |
| 2019 | Love Live! Sunshine!! The School Idol Movie: Over the Rainbow | Sunrise           | Guionista | [ 117 ]         |
| 2019 | Hibike! Euphonium Movie 3: Chikai no Finale                   | Kyoto Animation   | Guionista | [ 118 ]         |
| 2023 | Hibike! Euphonium: Ensemble Contest-hen                       | Kyoto Animation   | Guionista | [ 119 ]         |
| 2024 | Sū-funkan no Yell wo                                          | Hurray! 100studio | Guionista | [ 120 ] [ 121 ] |

### ONAs
| Año  | Anime                                   | Estudio           | Funciones                                   | Refs.   |
| ---- | --------------------------------------- | ----------------- | ------------------------------------------- | ------- |
| 2012 | Chūnibyō Demo Koi ga Shitai! Lite       | Kyoto Animation   | Composición de la serie Guionista (#1, 3-6) | [ 122 ] |
| 2023 | Boku no Kokoro no Yabai Yatsu: Twi-Yaba | Shin-Ei Animation | Composición de la serie Guionista           | [ 123 ] |

### OVAs
| Año  | Anime                    | Estudio             | Funciones                         | Refs.   |
| ---- | ------------------------ | ------------------- | --------------------------------- | ------- |
| 2007 | Ichigo Mashimaro OVA     | Daume               | Guionista (#1)                    | [ 124 ] |
| 2009 | Aki Sora                 | Hoods Entertainment | Guionista                         | [ 125 ] |
| 2010 | Aki Sora: Yume no Naka   | Hoods Entertainment | Guionista                         | [ 126 ] |
| 2011 | Nichijō: Nichijō no 0-wa | Kyoto Animation     | Composición de la serie Guionista | [ 127 ] |

### Especiales
| Año  | Anime                                                      | Estudio         | Funciones                         | Refs.   |
| ---- | ---------------------------------------------------------- | --------------- | --------------------------------- | ------- |
| 2003 | Chobits: Chibits                                           | Madhouse        | Guionista                         | [ 128 ] |
| 2006 | Rozen Maiden: Ōvertüre                                     | Nomad           | Composición de la serie Guionista | [ 129 ] |
| 2007 | iDOLM@STER Xenoglossia Specials                            | Sunrise         | Guionista (#1-8)                  | [ 130 ] |
| 2012 | Steins;Gate: Ōkōbakko no Poriomania                        | White Fox       | Composición de la serie Guionista | [ 131 ] |
| 2013 | Chūnibyō Demo Koi ga Shitai! Kirameki no... Slapstick Noel | Kyoto Animation | Composición de la serie Guionista | [ 132 ] |
| 2014 | Chūnibyō Demo Koi ga Shitai! Ren: The Rikka Wars           | Kyoto Animation | Composición de la serie Guionista | [ 133 ] |
| 2015 | Wakaba*Girl: Onsen Tsukaritai                              | Nexus           | Composición de la serie Guionista | [ 134 ] |
| 2015 | Steins;Gate: Kyōkaimenjō no Missing Link - Divide By Zero  | White Fox       | Composición de la serie Guionista | [ 135 ] |
| 2015 | Hibike! Euphonium: Kakedasu Monaka                         | Kyoto Animation | Guionista                         | [ 136 ] |

## Premios
| Año  | Premio             | Categoría                 | Resultado | Refs.   |
| ---- | ------------------ | ------------------------- | --------- | ------- |
| 2015 | Tokyo Anime Awards | Guion y Material Original | Ganador   | [ 137 ] |
| 2019 | Tokyo Anime Awards | Guion y Material Original | Ganador   | [ 138 ] |